# L3/35
La L3/35 o  Carro Veloce CV-35 fue una tanqueta italiana empleada antes y durante la Segunda Guerra Mundial. Aunque catalogada como tanque ligero (carro armato leggero) por el Ejército italiano, su configuración sin torreta, su peso y armamento eran similares a varias de las tanquetas contemporáneas. Fue el más numeroso vehículo blindado italiano, siendo empleada en casi todos los frentes donde combatió el Ejército italiano durante la Segunda Guerra Mundial, pero demostró ser inadecuada para la guerra moderna al tener un escaso blindaje y estar armada solo con ametralladoras.

## Desarrollo
La L3/35 fue desarrollada a partir de las cuatro tanquetas Carden-Loyd Mk.VI importadas del Reino Unido en 1929. El primer vehículo desarrollado por la compañía Ansaldo en 1930 a partir de la tanqueta Carden Loyd fue denominado CV-29, en donde "CV" es la abreviatura de Carro Veloce (tanque rápido, en italiano) y "29" indica el año de su adopción. Solamente se construyeron 21 unidades entre 1929 y 1930.

### L3/33
En 1933, un nuevo diseño fue construido conjuntamente por la compañía Fiat de Turín y la compañía Ansaldo de Génova. Este vehículo fue introducido como Fiat-Ansaldo CV-33. Se construyeron unas 300 tanquetas CV-33.

### L3/35
En 1936 fue introducida una versión ligeramente mejorada de la CV-33, la cual fue denominada CV-35. Las principales diferencias eran que el blindaje iba fijado mediante pernos en lugar de remaches, así como el reemplazo de la única ametralladora Fiat-Revelli Modelo 1914 de 6,5 mm por dos ametralladoras Breda M38 de 8 mm . Varias tanquetas CV-33 fueron reequipadas para igualar las características de la CV-35. En 1938, los vehículos fueron redenominados como L3/33 ("L" de Leggero, 'ligero' en italiano) y L3/35.

### L3/38
En 1938 fue creado un posterior desarrollo de la L3, denominado L3/38. La L3/38 tenía una suspensión de barras de torsión e iba armada con una ametralladora de 13,2 mm en dos versiones. Brasil compró 24 L3/38 en 1937. Estas llegaron a Brasil en 1938. La versión de la L3/38 exportada a Brasil era denominada "CV-33/II". El "II" indicaba la segunda versión de la L3/33 original. La versión de la L3/35 exportada a Brasil sería denominada CV-33/I" (las CV-33 o L3/33 y la CV33/I o L3/35 exportadas a Brasil no tenían suspensión de barras de torsión). La CV-33/II exportada a Brasil iba armada con una ametralladora Breda M31 calibre 13,2 mm .
Más adelante, Italia reequipó 12 L3/35 para ajustarse a las especificaciones de la L3/38. Las L3/35 con suspensión de barras de torsión fueron empleadas de forma limitada desde septiembre de 1943 hasta junio de 1944. Iban armadas con una ametralladora Breda M31 de 13,2 mm .

## Diseño

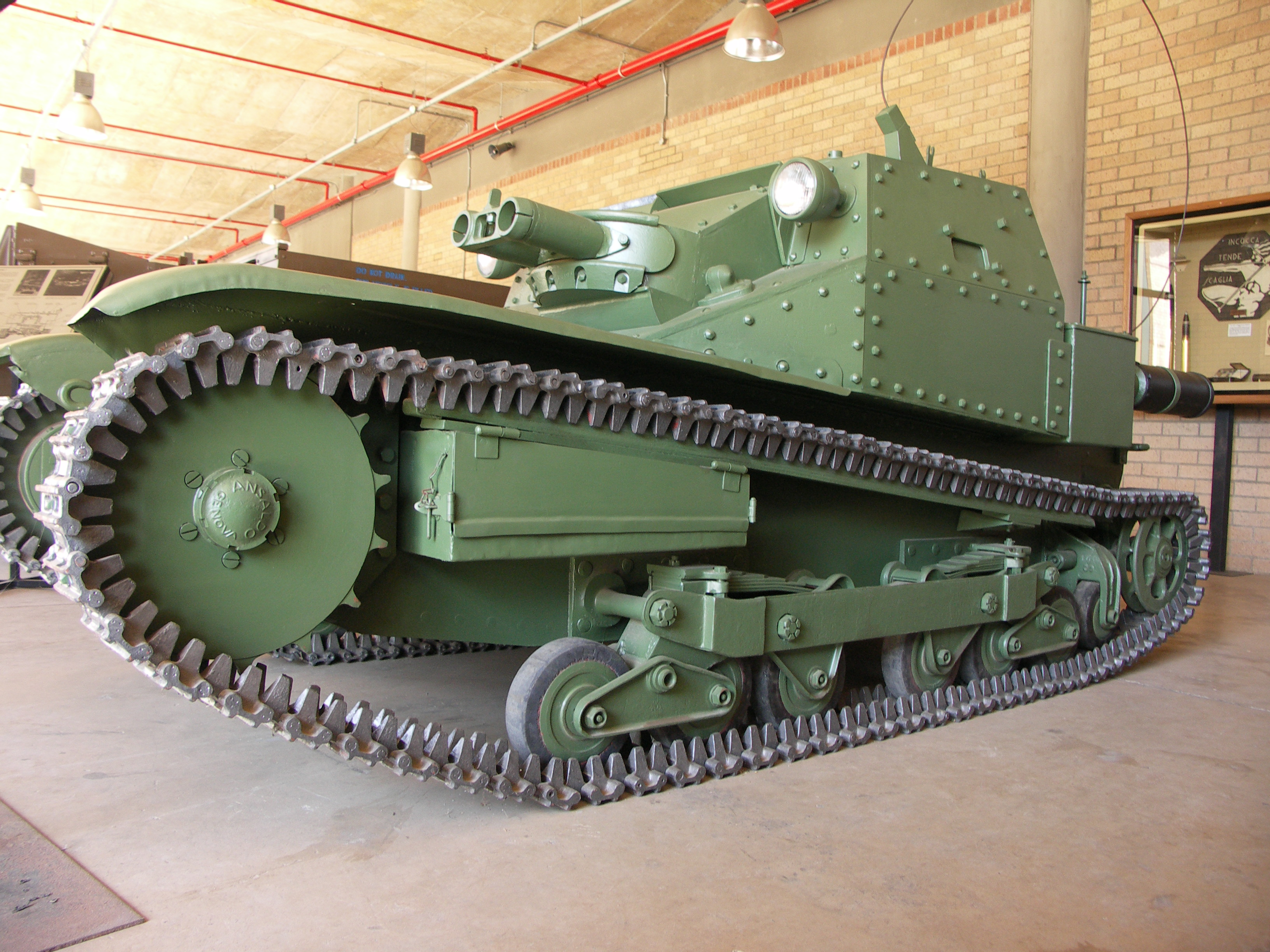
Una L3/35 (CV-35) con blindaje remachado.

La L3/35 era un vehículo ligeramente blindado con una tripulación de dos hombres y habitualmente armada con dos ametralladoras de 8 mm, aunque se desarrollaron variantes con otro tipo de armamento. A excepción del número y tipo de ametralladoras, las diferencias entre la L3/35 y la L3/33 son muy pocas. Ambas eran construidas mediante remachado y soldadura.
Fueron construidas algunas variantes de la L3/35 para aplicaciones especiales. La variante más frecuentemente encontrada fue la tanqueta lanzallamas, que fue construida en una versión con una cisterna remolcada para el líquido inflamable y también en una versión con un depósito montado en su parte posterior. Se produjo un número de variantes equipadas con radio, utilizadas por los comandantes de compañía y batallón. Un número limitado de L3/35 fueron modificadas para montar el fusil antitanque Solothurn S-18/1000 de 20 mm en lugar de las ametralladoras.
El comandante/artillero del vehículo iba sentado a la izquierda y el conductor a la derecha. El motor estaba montado transversalmente en la parte posterior del vehículo. Un radiador circular iba montado detrás del motor. La transmisión iba hacia la caja de cambios situada en la parte delantera. La suspensión era del tipo Vickers-Carden Loyd, estando compuesta por dos bogies de tres ruedas apoyados sobre muelles planos y una rueda sin muelle a cada lado. También tenía un riel de madera de acacia sobre el cual se deslizaban las orugas.

## Producción
Se produjeron entre 2.000 y 2.500 tanquetas L3 en diversos modelos y variantes para el Regio Essercito italiano y otros usuarios.
Veinte tanquetas (otras fuentes indican 100) CV-33 fueron vendidas a China en 1936, se cree que estas máquinas estaban armadas con un subfusil doble Villar-Perosa Modelo 1914, o dos ametralladoras SAFAT de 7,92 mm .
Un número desconocido de CV-35 II fueron vendidas entre 1936 y 1939 (posiblemente 1937) a Afganistán, seis a Albania. Dos lotes de CV fueron vendidos a Austria. 36 CV-33, serie II fueron enviados a finales de 1935 y en marzo de 1937 otros 36 de CV-35, serie I. Todas estaban armadas con ametralladoras Schwarzlose de 8 mm. Cuatro compañías, cada una con 18 unidades, se formaron, basadas en Bruknendorf. Después de la anexión a Alemania, el batallón fue incorporado a la 4.ª Leichte Panzerdivision.
Bolivia compró 14 CV-35 Serie II dotadas de un par de ametralladoras y radio en 1938.  En 1937, Brasil adquirió 23 tanquetas (18 L3/35 II y 5 L3/38), que fueron designadas Auto Metralhadora de Reconhecimento y conocidas allí como "Ansaldos", que estuvieron en servicio activo hasta 1945, cuando algunas unidades fueron revendidas a República Dominicana. Bulgaria compró 14 en 1935 armadas con ametralladoras Schwarzlose. Unas pocas unidades fueron vendidas a los griegos antes de la guerra, a las que se añadieron 40 unidades capturadas por los griegos a los invasores italianos, se volvieron a utilizar contra ellos. Todas estas tanquetas fueron destruidas más tarde durante la invasión de Grecia. Otras fueron obtenidas en 1945 y utilizadas durante la guerra civil griega. Hungría, Irak (16) y la España franquista también emplearon esta tanqueta. Varios de los compradores extranjeros reemplazaron las ametralladoras originales por otras. Los húngaros agregaron una cúpula de observación elevada a algunas de sus L3/35. Venezuela apenas compró 2 unidades en 1934 para su evaluación en operaciones de soporte a la infantería, debido a varios incidentes en la frontera con Colombia. Como otras armas adquiridas a la misión italiana, no sobrevivió a la Segunda Guerra Mundial.[cita requerida]

## Historial de combate

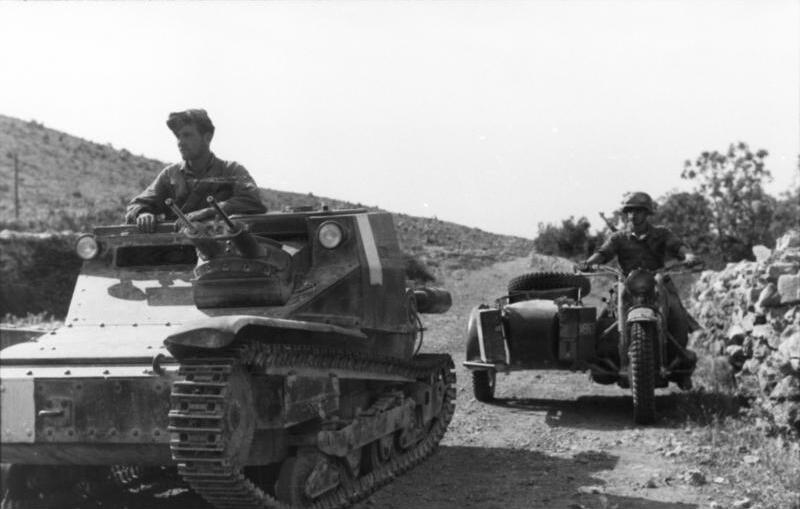
Una L3/35 italiana en los Balcanes, agosto de 1943.

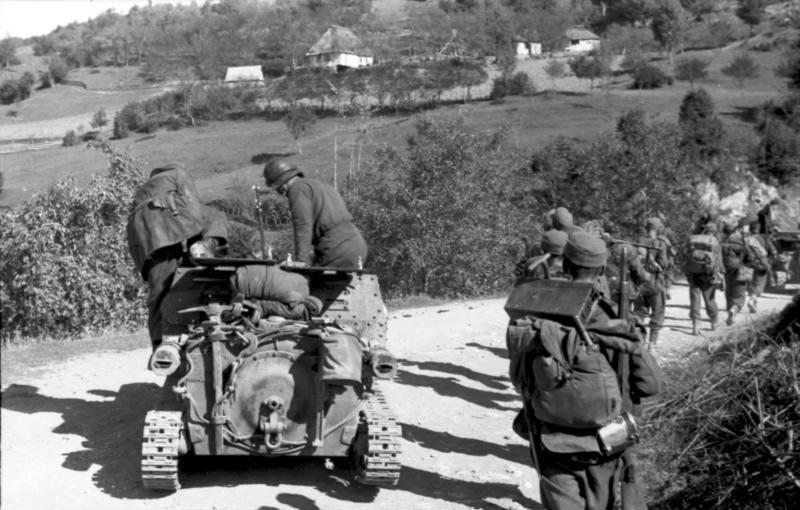
Soldados alemanes y una L3/35 en Albania, septiembre de 1943.

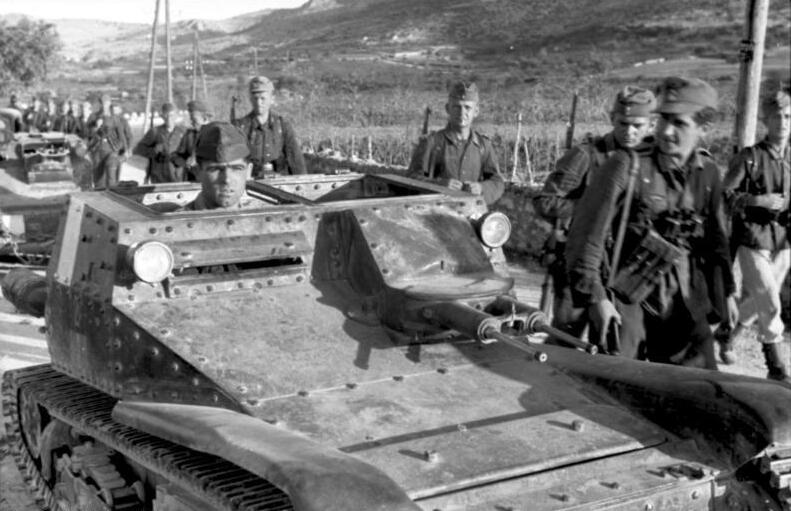
Detalle de una L3/35 en los Balcanes, agosto de 1943.

Además de haber combatido en la guerra del Chaco, la Guerra de Abisinia, la segunda guerra sino-japonesa, la guerra civil española, la Guerra Húngaro-Eslovaca y la Guerra Anglo-Iraquí, la L3/35 fue empleada en todos los frentes donde las tropas italianas lucharon durante la Segunda Guerra Mundial. Las tanquetas L3/35 estuvieron presentes en la invasión italiana de Francia, la Campaña Nor-Africana, la Campaña del África Oriental, la Campaña de los Balcanes, el Frente del Este, Sicilia e Italia.
El historial de combate de las tanquetas L3/35 durante el periodo de entreguerras no fue bueno. Al menos en dos ocasiones durante la Guerra de Abisinia, las L3/35 fueron puestas fuera de combate por cargas frontales de infantería. En España, las L3/35 de la Agrupación de carros de asalto y autos blindados del Corpo Truppe Volontarie (Cuerpo de Tropas Voluntarias, en italiano) fueron totalmente sobrepasadas por los tanques T-26 y BT-5 que la Unión Soviética había proporcionado a las tropas Republicanas. Para fortuna de los húngaros, las L3 no fueron un factor decisivo en su breve guerra con Eslovaquia. 
El 10 de junio de 1940, cuando Italia entró a la Segunda Guerra Mundial, el Regio Esercito solamente tenía unos cien tanques medios M11/39 repartidos en dos batallones de tanques. Las tanquetas L3 todavía equipaban todas las 3 divisiones blindadas italianas, los batallones de tanques de las divisiones motorizadas, los escuadrones de tanques ligeros de cada división Celere (rápida, en italiano), así como numerosos batallones independientes de tanques.
En 1941, dos L3 iraquíes fueron puestas fuera de combate cerca de Fallujah durante la Guerra Anglo-Iraquí.
El Ejército griego empleó tanquetas L3 capturadas durante la Guerra Greco-Italiana de 1940-1941. Tras la Invasión de Yugoslavia y Grecia en 1941, las tanquetas L3 también fueron capturadas por los partisanos yugoslavos y rebeldes griegos. A partir de 1941, nueve tanquetas L3 fueron cedidas al gobierno títere del Estado Independiente de Croacia (Nezavisna Država Hrvatska o NDH).
A pesar de su gran número, las tanquetas italianas demostraron ser sobrepasadas desde el inicio y tener un bajo valor táctico. Eran vulnerables ante los fusiles antitanque Boys de 13,9 mm. Aparte de aquellas empleadas en operaciones antipartisanos en los Balcanes y otras zonas, pocas L3 quedaron sirviendo en primera línea después de 1940. Luego del Armisticio italiano de 1943, las tanquetas L3 fueron empleadas por las tropas alemanas y el Esercito Nazionale Reppublicano de la República Social Italiana (Repubblica Sociale Italiana o RSI).

## Variantes
La L3/35 tuvo diversas variantes, incluso una cazacarros y una armada con un lanzallamas.

### Cazacarros L3 Cc

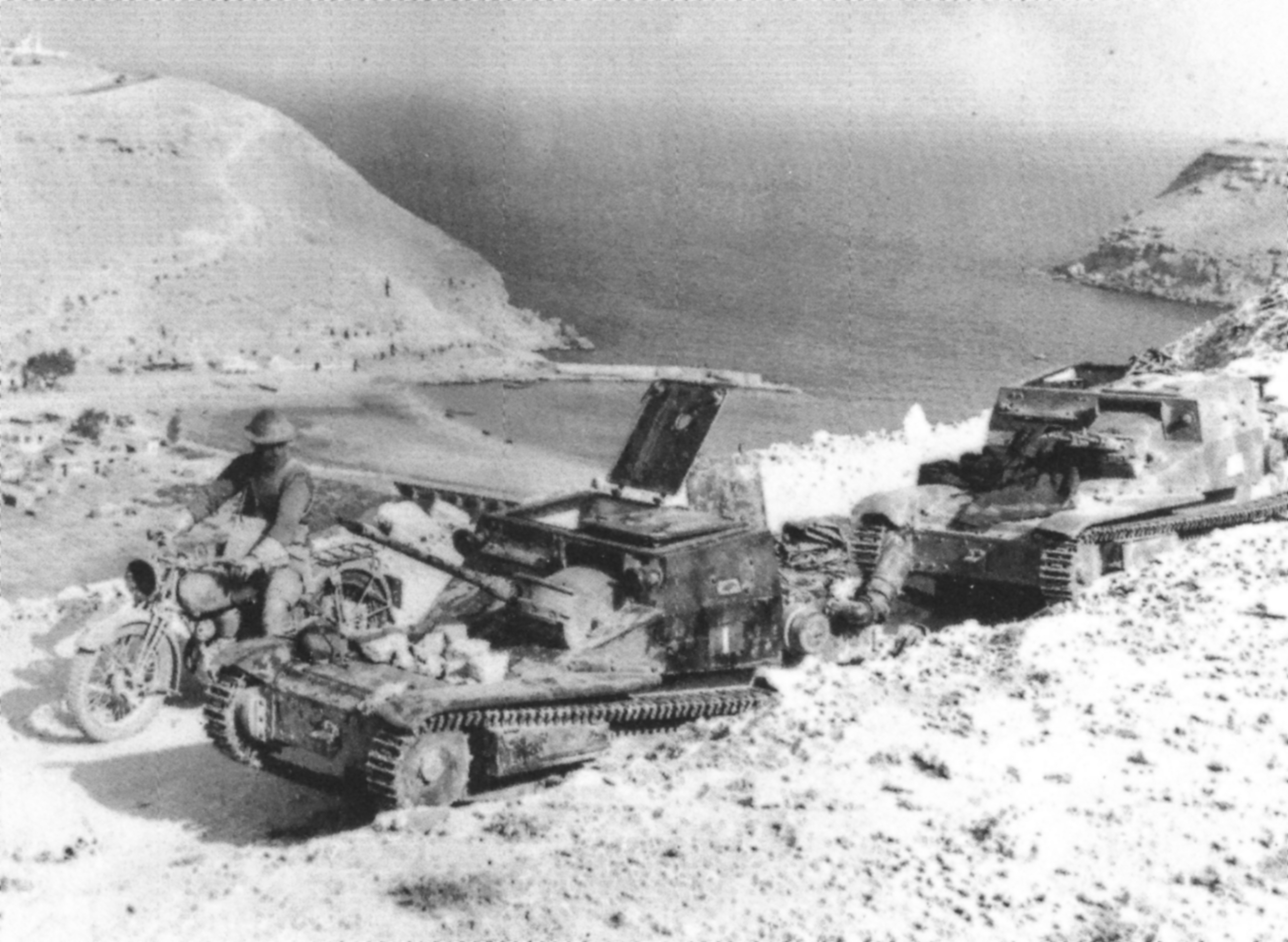
Una L3 Cc (a la izquierda) y una L3/35 (a la derecha) en las afueras de Bardia, 1941.

La L3 Cc (Contracarro, antitanque en italiano) era una L3 equipada con un fusil antitanque Solothurn S-18/1000 de 20 mm en lugar de sus ametralladoras. Solamente unas cuantas fueron modificadas de esta manera, siendo empleadas en el norte de África. Esta arma de 20 mm penetraba hasta 18 mm de blindaje a 300 m (328 yardas), siendo efectiva contra vehículos ligeramente blindados.

#### La actualización usurpada
Durante la guerra civil española, un grupo de tanques ligeros Panzer I fue mejorado con el cañón automático Breda M35 en lugar de las tanquetas L3. El Panzer I también iba armado con dos ametralladoras como la L3/35, pero al contrario de esta, las ametralladoras del tanque alemán estaban montadas en una torreta giratoria.
El 8 de agosto de 1937, el general García Pallasar recibió una nota del General Francisco Franco en donde este citaba la necesidad de un Panzer I armado con un cañón automático de 20 mm. Finalmente, la pieza elegida fue el cañón automático de la Breda Meccanica Bresciana. Esto se debió a su simple diseño, en comparación al Flak 30. Además, el cañón automático Breda M35 era capaz de penetrar 40 mm de acero a 250 metros, lo cual era más que suficiente para penetrar el blindaje frontal de los tanques T-26 suministrados a las tropas Republicanas por la Unión Soviética. Aunque originalmente se hizo un pedido de 40 tanquetas L3/35 armadas con el cañón automático Breda M35, este fue cancelado tras pensar que el montaje del mismo cañón automático en un Panzer I daría mejores resultados. Los prototipos estuvieron listos para septiembre de 1937 y se hizo un pedido tras pasar con éxito las pruebas. El montaje del Breda M35 en el Panzer I obligó a abrir la torreta original y elevar sus paredes. Cuatro de estos tanques fueron construidos por la Fábrica de Armamento de Sevilla, pero se canceló su producción cuando se decidió que ya se habían capturado suficientes tanques T-26 Republicanos como para suplir la necesidad de las tropas Nacionalistas de mejores tanques. La modificación española del Panzer I no era muy apreciada por las tripulaciones alemanas, ya que la torreta abierta y desprotegida, con una abertura para permitir al comandante apuntar, representaba un peligroso punto débil.
Más tarde, los italianos equiparon unas cuantas tanquetas L3 con el fusil antitanque Solothurn S-18/1100 de 20 mm lugar del cañón automático Breda M35.

### Tanqueta lanzallamas L3 Lf

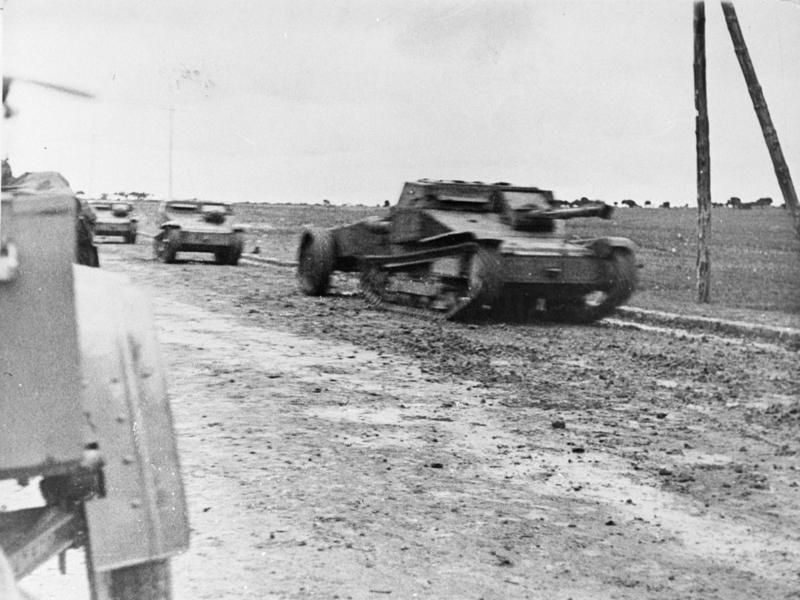
Tanquetas italianas avanzando durante la Batalla de Guadalajara, con una tanqueta lanzallamas L3 Lf a la cabeza.

La tanqueta lanzallamas L3 Lf (Lancia fiamme, lanzallamas en italiano) fue otra variante de la tanqueta L3/35. Su desarrollo empezó en 1935. La boquilla del lanzallamas reemplazaba una de las ametralladoras y su combustible era transportado en una cisterna blindada remolcada por la tanqueta. Versiones posteriores transportaban el combustible del lanzallamas en un depósito blindado con forma de caja, montado sobre el compartimiento del motor. El vehículo pesaba 5 toneladas. La L3 Lf fue empleada en Abisinia, España, Francia, los Balcanes, el norte de África y en el África Oriental. Desde 1936, cada compañía de L3/35 tenía un pelotón de tanquetas lanzallamas L3 Lf.

### L3Centro Radio
La L3 además fue empleada como vehículo de comunicaciones al montar la radio Marelli RF1 CA en los vehículos de mando de pelotones y compañías. La menuda L3 fue considerada demasiado pequeña para ser empleada efectivamente como vehículo de comunicaciones a nivel de regimiento. Esta tarea recayó en el posterior y ligeramente mayor L6/40 CR (Centro Radio=Centro de radio).

### L3Passerella
Las pocas L3 Passerella (posapuentes) construidas fueron asigandas a unidades de brigadas blindadas. El puente de 7 m de largo iba desmontado en secciones a bordo de un remolque jalado por la L3. Al llegar a la zona de combate, este puente era ensamblado delante de la tanqueta, suspendido por los cables de dos pequeñas grúas situadas sobre la cabina de los tripulantes. La tripulación del L3 Passerella posaba el puente completo sobre el obstáculo desde el vehículo, tomándole apenas 7 minutos.

### Variantes de prueba
Se modificaron cuatro Savoia-Marchetti SM.82 (SM.82 Carro Armato) para poder transportar una L3/35 bajo su fuselaje, para pruebas de tanques aerotransportados.

#### Carro Veloce Recupero
Vehículo de ingenieros sin armamento, equipado con una barra de remolque posterior. No pasó del estado de prototipo.

#### Semovente L3 da 47/32
Cazatanques armado con un Cañón 47/32 montado en el casco, basado en la L3/35. Se construyó al menos un ejemplar, pero no entró en servicio.

#### Tanque L3
Tanque construido por Fiat-Ansaldo en 1937 basado en un chasis de L3/33 con un casco rediseñado y un cañón automático de 20 mm en una torreta. No fue producido en serie.

## Usuarios
- Italia

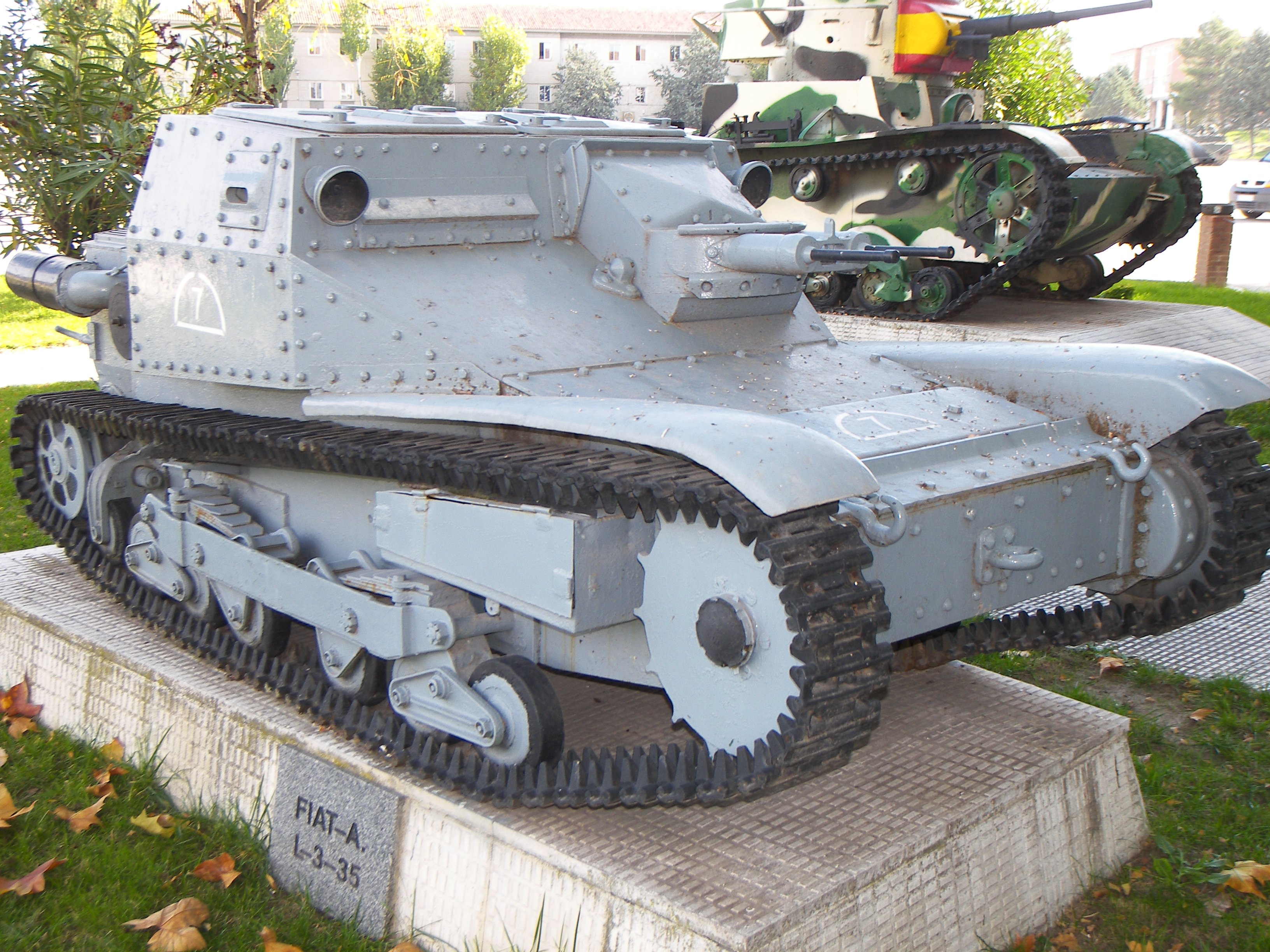
Una tanqueta L3/35 del Ejército español en el museo de El Goloso.

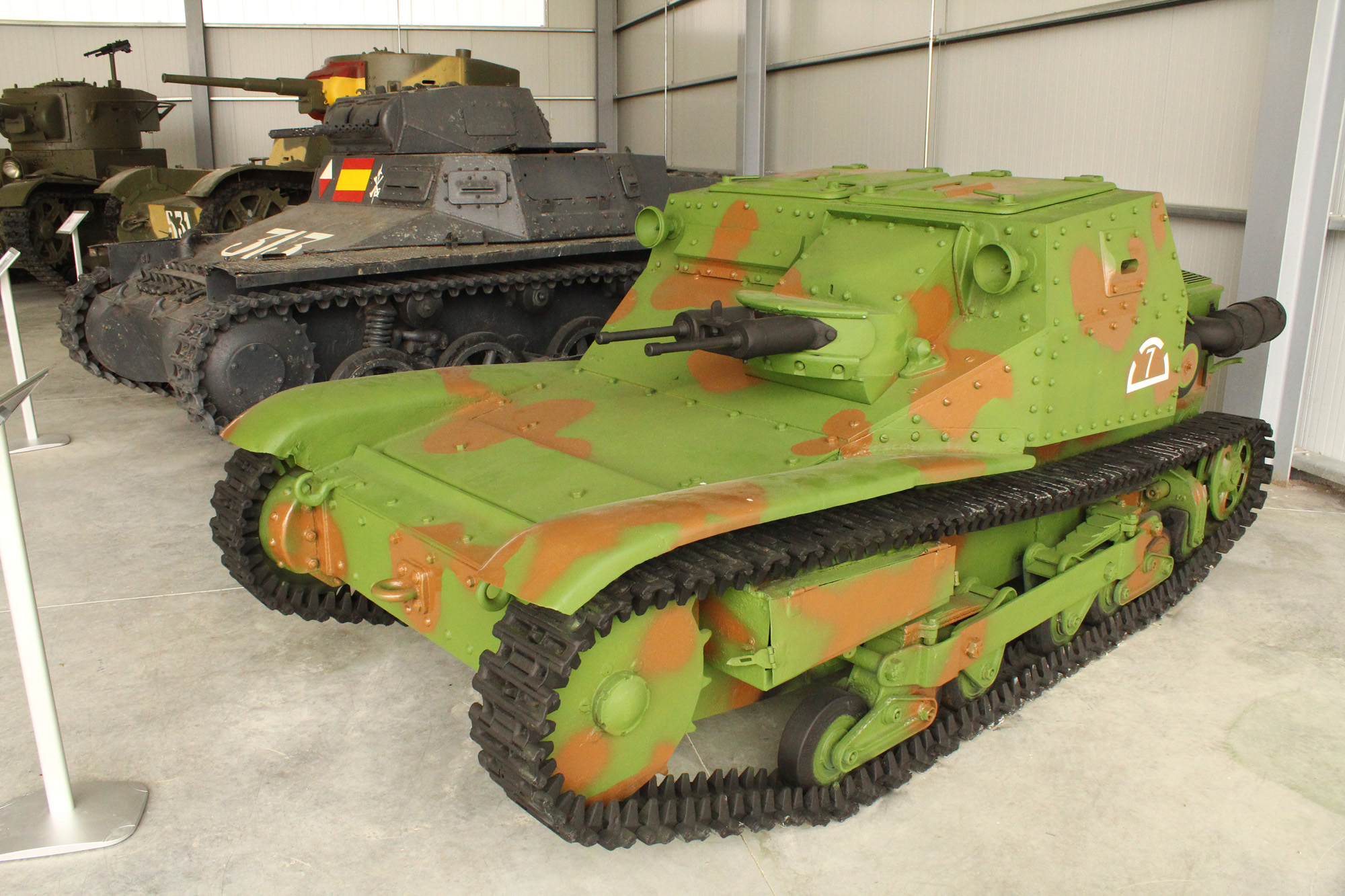
En primer plano una tanqueta L3/35 en un museo según el esquema de color del bando sublevado, y detrás un Panzer I y 2 T-26.

- Afganistán: algunas fueron posteriormente rearmadas con ametralladoras soviéticas KPV.[9]
- Alemania nazi
- Albania
- Austria: Empleó 36 L3/35 del primer lote de serie, suministradas en marzo de 1937.[10]
- Bolivia
- Brasil: Empleó 18 tanquetas armadas con dos ametralladoras Madsen y 5 armadas con una ametralladora pesada Breda M31 de 13,2 mm.[2]
- Bulgaria
- Croacia
- España franquista: 155 unidades de L3/33 y L3/35.[11]
- Hungría
- Irak[12]
- República de China
- República Dominicana
- Venezuela